# Aartsbisdom Acerenza

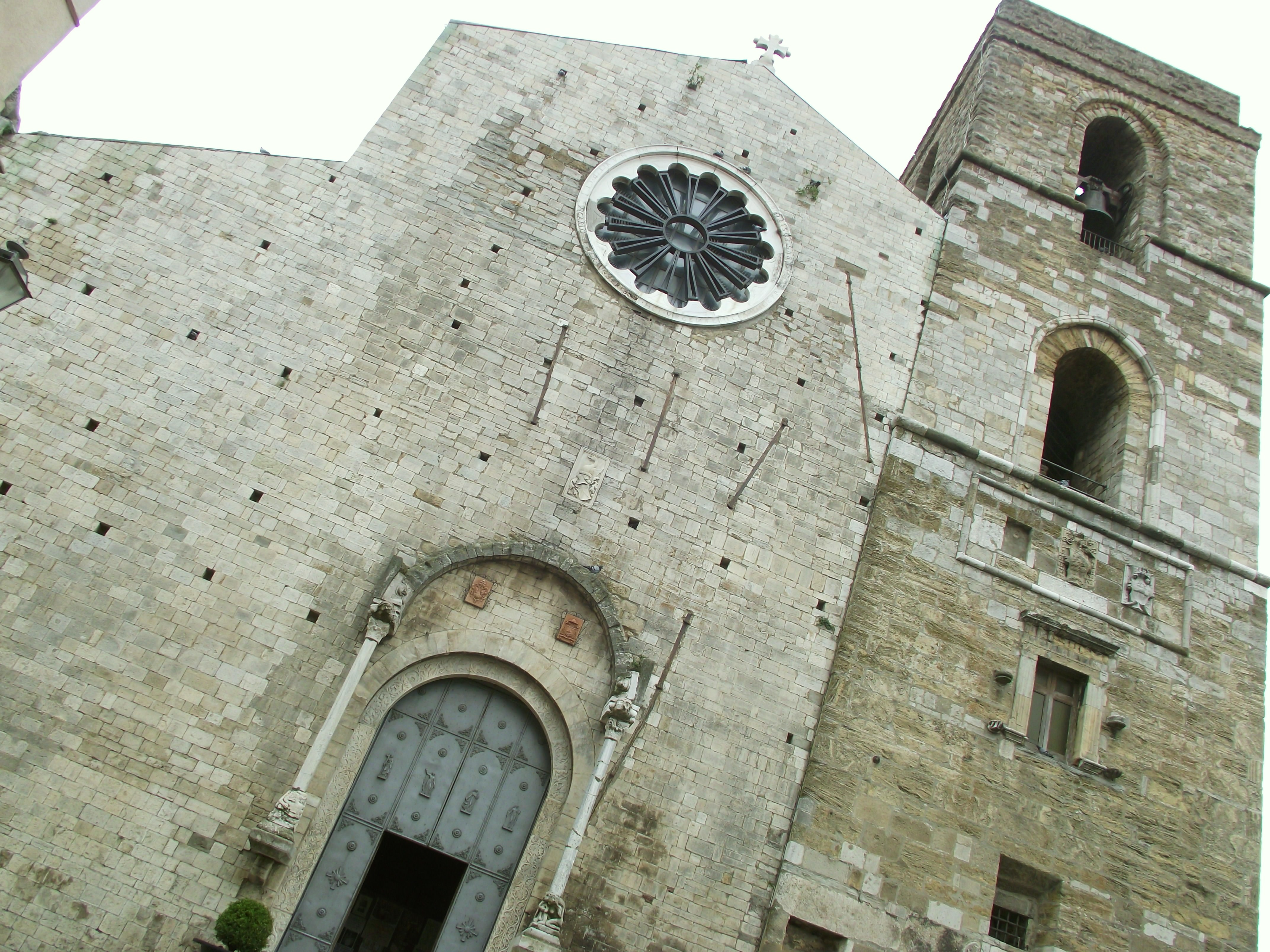
Kathedraal van Acerenza

Het aartsbisdom Acerenza (Latijn: archidioecesis Acheruntina, Italiaans: arcidiocesi di Acerenza) is een in Italië gelegen rooms-katholiek aartsbisdom met zetel in de stad Acerenza. Het aartsbisdom behoort tot de kerkprovincie Potenza-Muro Lucano-Marsico Nuovo en is, samen met het aartsbisdom Matera-Irsina en de bisdommen Melfi-Rapolla-Venosa, Tricarico en Tursi-Lagonegro, suffragaan aan het aartsbisdom Potenza-Muro Lucano-Marsico Nuovo.

## Geschiedenis
Het bisdom Acerenza werd opgericht in de 4e eeuw. In de 10e eeuw werd het suffragaan aan het aartsbisdom Otranto. In 968 kreeg de bisschop van Otranto van de Byzantijnse keizer Basileios II Boulgaroktonos de bevoegdheid om de bisschop van Acerenza te wijden. Als gevolg hiervan werd de kerkprovincie Salerno opgericht, om de invloed van de Oosterse Kerk af te bakenen. Het bisdom Acerenza werd een strijdpunt tussen te kerk van Rome en de Oosterse Kerk. In 989 werd Acerenza uiteindelijk aan Otranto en dus aan de Byzantijnse invloed onttrokken en toegevoegd aan Salerno. Cultureel gezien bleef Otranto echter veel invloed uitoefenen.
In de 11e eeuw werd Acerenza tot aartsbisdom verheven. De bisdommen Venosa, Potenza, Tricarico, Montepeloso, Gravina, Matera, Tursi, Latiniano, San Chirico en Oriolo werden door paus Alexander II op 13 april 1086 suffragaan gesteld aan Acerenza. Op 7 mei werd het aartsbisdom samengevoegd met het aartsbisdom Matera. Op 27 juni 1818 werd het aartsbisdom Acerenza en Matera hernoemd tot aartsbisdom Acerenza, om op 9 november 1822 weer te worden omgedoopt tot aartsbisdom Acerenza-Matera.
Op 2 juni 1954 werd het aartsbisdom met de apostolische constitutie Acherontia gedeeld in het aartsbisdommen Acerenza en het aartsbisdom Matera. de bisdommen Potenza, Venosa, Marsico Nuovo en Muro Lucano werden suffragaan aan Acerenza.
Op 21 augustus 1976 werd Acerenza door paus Paulus VI met de apostolische constitutie Quo aptius gedegradeerd tot bisdom en suffragaan gesteld aan het aartsbisdom Potenza en Marsico Nuovo. Op 3 december 1977 verhief Paulus VI Acerenza weer tot aartsbisdom, maar zonder de status van metropool.

## Bisschoppen van Acerenza
| - 300–329: Romanus - 8 jaar lang: Monocollus - 3 jaar lang: Petrus I - 5 jaar lang: Sylvius - 8 jaar lang: Theodosius - 22 jaar lang: Aloris - 2 jaar lang: Stephanus Primus - 4 jaar lang: Araldus - 3 jaar lang: Bertus - 23 jaar lang: Leo I. - 3 jaar lang: Lupus - 12 jaar lang: Evalanius - 3 jaar lang: Azo - 8 jaar lang: Asedeus - 23 jaar lang: Joseph - Heilige Giusto - Leo II - 833: Peter II - 869–874: Rudolf - 874–904: Leo III - 906–935: Andrea - 936–972: Johannes I - 993–996: Johannes II - 996–1024: Stephan II - 1029–1041: Stephan III - 1041–1048: Stephan IV - 1048–1058: Goderio I - 1058–1059: Goderio II - 1059–1066: Godano (of Gelardo) - 1066–1101: Arnald | - 1102–1142: Peter III - 1142–1151: Durando - 1151–1178: Robert I - 1178–1184: Riccardo - 1184–1194: Peter IV - 1194–1197: Peter V - 1198–1199: Rainaldo - 1200–1231 en 1236–1246: Andrea - 1252–1267: Anselmus - 1268–1276: Lorenz - 1277–1299: Pietro d'Archia - 1300–1303: Gentile Orsini - 1303–1306: Guido (of Guglielmo) - 1306–1308: Landolfo (oder Rudolfo) - 1308–1334: Robert II - 1334–1343: Pietro VII - 1343–1363: Giovanni Corcello - 1363–1377: Bartolomeo Prignano - 1377–1378: Niccolò Acconciamuro - 1379: Giacomo di Silvestro - 1380–1391: Bisanzio Morelli - 1392–1394: Pietro Giovanni de Baraballis - 1395–1402: Stefano Goberio - 1402–1407: Riccardo de Olibano - 1407–1414: Niccolò Piscicello - 1414–1444: Manfredi Aversano - 1444–1470: Marino de Paolis - 1471–1482: Francesco Enrico Lunguardo - 1483–1518: Vincenzo Palmieri - 1518–1528: Andrea Matteo Palmieri | - 1528–1530: Francesco Palmieri - 1531–1556: Giovanni Michele Saraceno - 1558–1585: Sigismondo Saraceno - 1586–1588: Francesco Antonio Santorio - 1591: Francesco de Abillaneda (Francisco Avellaneda) - 1593–1595: Scipione de Tolfa - 1596–1600: Giovanni Myra - 1600–1606: Sede vacante - 1606–1610: Giuseppe de Rossi - 1611–1619: Giovanni Spilla, O.P. (Juan de Espila) - 1621–1630: Fabrizio Antinoro - 1631–1636: Domenico Spinola - 1638–1647: Simone Carafa Roccella - 1648–1665: Giovanni Battista Spinola - 1665–1676: Vincenzo Lanfranchi - 1678–1702: Antonio del Rjos Colminarez - 1703–1722: Antonio Maria Brancaccio - 1723–1729: Giuseppe Maria Positano - 1730–1737: Alfonso Mariconda - 1737–1738: Giovanni Rossi - 1738–1754: Francesco Lanfreschi - 1754–1758: Antonio Ludovico Antinori - 1759–1762: Serafino Filangeri - 1763–1768: Nicola Filomarini - 1768–1774: Carlo Parlati - 1775–1776: Giuseppe Sparano - 1776–1796: Francesco Zunica - 1797–1834: Camillo Cattaneo della Volta - 1835–1854: Antonio Di Macco - 1855–1867: Gaetano Rossini | - 1871–1879: Pietro Giovine - 1880–1890: Gesualdo Nicola Loschirico, O.F.M. Cap. - 1890–1892: Francesco Maria Imparati, O.F.M. - 1893–1895: Raffaele di Nonno, C.SS.R. - 1895–1899: Diomede Angelo Raffaele Gennaro Falconio, O.F.M. - 1900–1906: Raffaele Rossi - 1907–1945: Anselmo Filippo Pecci, O.S.B. - 1946–1954: Vincenzo Cavalla - 1954–1961: Domenico Picchinenna - 1961–1966: Corrado Ursi (ook aartsbisschop van Napels) - 1966–1979: Giuseppe Vairo - 1979–1987: Francesco Cuccarese - 1988–2005: Michele Scandiffio - 2005–2013: Giovanni Ricchiuti - 2013–heden: Sede vacante |